# Покасет (Масачусетс)
Покасет (енгл. Pocasset) насељено је место без административног статуса у америчкој савезној држави Масачусетс.

## Демографија
По попису из 2010. године број становника је 2.851, што је 180 (6,7%) становника више него 2000. године.
| Група             | 2000.         | 2010.         |
| Белци             | 2.562 (95,9%) | 2.687 (94,2%) |
| Афроамериканци    | 34 (1,3%)     | 53 (1,9%)     |
| Азијати           | 7 (0,3%)      | 20 (0,7%)     |
| Хиспаноамериканци | 10 (0,4%)     | 28 (1,0%)     |
| Укупно            | 2.671         | 2.851         |